# Орахелашвили, Мариам Платоновна
Мария Платоновна Орахелашвили (груз. მარიამ  ორახელაშვილი, 16 ноября 1887, Кулаши, Кутаисский уезд, Российская империя — 17 сентября 1937) — участница борьбы за Советскую власть на Кавказе, советский и партийный деятель. Нарком просвещения Грузинской ССР.
Жена И. Д. Орахелашвили.

## Биография

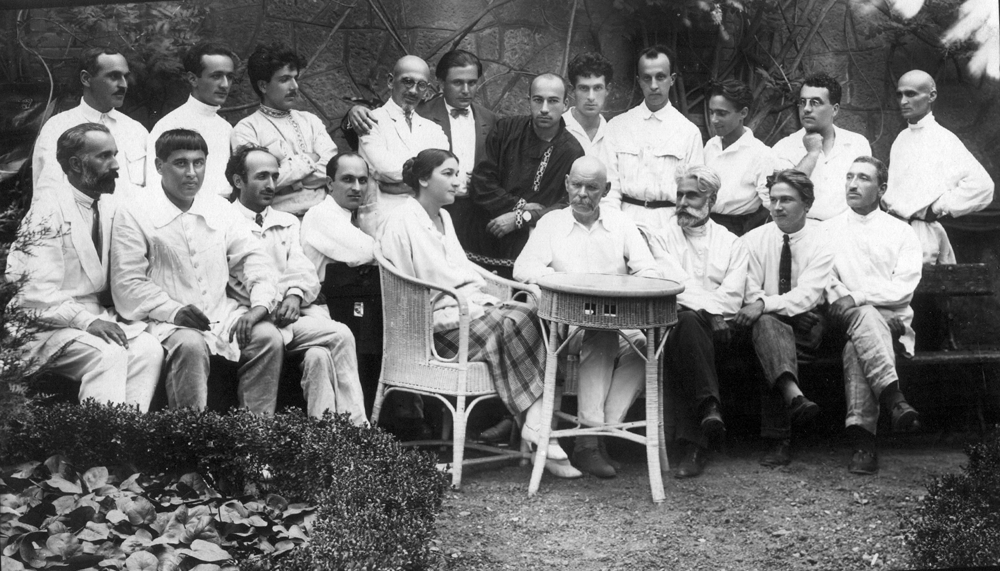
Максим Горький в гостях у грузинских писателей в саду Дворца писателей Грузии. 24 июля 1928 года. Орахелашвили — рядом с Горьким

Из княжеского рода. В девичестве — Микеладзе.
Рано потеряла отца и, как и другие дети в семье, воспитывалась в частных закрытых заведениях, затем окончила сначала Смольный, потом
Патриотический институт в Петербурге, после училась на
Бестужевских курсах и в университете, активно участвовала в жизни грузинского землячества в российской
столице, жила в Германии и Франции, слушала лекции в Сорбонне, знала пять языков.
Входила в Кавказский краевой комитет РКП(б).
В 1936 году — редактор журнала «Коммунистическое просвещение». Занимала руководящие посты Наркомпросе РСФСР, жила в Москве на улице Грановского, д. 3
Репрессирована и расстреляна 17 сентября 1937 года.

## Известные адреса

д. 11

Тбилиси, улица Геронтия Кикодзе, 11

## Личная жизнь
Муж — Орахелашвили Мамия Дмитриевич
Сын — Мераб
Дочь — Орахелашвили-Микеладзе Кетеван Мамиевна